# Shorttrack op de Olympische Winterspelen 2022 - 1500 meter mannen
De 1500 meter voor mannen tijdens de Olympische Winterspelen 2022 vonden plaats op 9 februari 2022 in het Capital Indoor Stadium in Peking. Regerend olympisch kampioen was de Zuid-Koreaan Lim Hyo-jun.

## Tijdschema
| Datum               | Lokale tijd | MET   | Ronde         |
| ------------------- | ----------- | ----- | ------------- |
| woensdag 9 februari | 19:00       | 12:00 | Kwartfinales  |
| woensdag 9 februari | 20:29       | 13:29 | Halve finales |
| woensdag 9 februari | 21:13       | 14:13 | Finales       |

## Uitslag
Legenda:
- ADV = Advance (toevoeging)
- ADV = Advance naar de B-finale (toevoeging)
- DNF = Did Not Finish
- DNS = Did Not Start
- OR = Olympisch record
- PEN = Penalty
- YC = Yellow Card
- Q = Directe kwalificatie voor de volgende ronde
- QB = Kwalificatie voor de B-finale (alleen in de halve finales)
- q = Kwalificatie beste twee vierde plaatsen (alleen in de kwartfinales)

### Kwartfinales
Kwartfinale 1
| # | Naam               | Land            | Tijd     | Opm. |
| - | ------------------ | --------------- | -------- | ---- |
| 1 | Shaolin Sándor Liu | Hongarije       | 2:09,213 | Q,   |
| 2 | Pascal Dion        | Canada          | 2:09,723 | Q    |
| 3 | Denis Ajrapetjan   | Russische ploeg | 2:09,776 | Q    |
| 4 | Vladislav Bykanov  | Israël          | 2:09,932 | q    |
| 5 | Roberts Kruzbergs  | Letland         | 2:10,999 |      |
| 6 | Michał Niewiński   | Polen           | 2:12,852 |      |

Kwartfinale 2
| # | Naam          | Land             | Tijd     | Opm. |
| - | ------------- | ---------------- | -------- | ---- |
| 1 | Lee June-seo  | Zuid-Korea       | 2:18,630 | Q    |
| 2 | Sven Roes     | Nederland        | 2:18,687 | Q    |
| 3 | Stijn Desmet  | België           | 2:19,112 | Q    |
| 4 | Sun Long      | China            | 2:19,244 |      |
| 5 | Andrew Heo    | Verenigde Staten | 2:19,482 |      |
|   | Pietro Sighel | Italië           |          | PEN  |

Kwartfinale 3
| # | Naam               | Land             | Tijd     | Opm. |
| - | ------------------ | ---------------- | -------- | ---- |
| 1 | Hwang Dae-heon     | Zuid-Korea       | 2:14,910 | Q    |
| 2 | Semjon Jelistratov | Russische ploeg  | 2:15,094 | Q    |
| 3 | Steven Dubois      | Canada           | 2:15,123 | Q    |
| 4 | Kota Kikuchi       | Japan            | 2:15,243 |      |
| 5 | Reinis Bērziņš     | Letland          | 2:15,371 | ADV  |
|   | Ryan Pivirotto     | Verenigde Staten |          | PEN  |

Kwartfinale 4
| # | Naam              | Land       | Tijd     | Opm. |
| - | ----------------- | ---------- | -------- | ---- |
| 1 | Charles Hamelin   | Canada     | 2:11,239 | Q    |
| 2 | Adil Galiakhmetov | Kazachstan | 2:11,823 | Q    |
| 3 | Park Jang-hyuk    | Zuid-Korea | 2:12,116 | Q    |
| 4 | Quentin Fercoq    | Frankrijk  | 2:15,347 |      |
| 5 | Itzhak de Laat    | Nederland  | 3:08,907 |      |
|   | Denis Nikisja     | Kazachstan |          | PEN  |

Kwartfinale 5
| # | Naam               | Land      | Tijd     | Opm. |
| - | ------------------ | --------- | -------- | ---- |
| 1 | Sjinkie Knegt      | Nederland | 2:12,208 | Q    |
| 2 | Kazuki Yoshinaga   | Japan     | 2:12,450 | Q    |
| 3 | John-Henry Krueger | Hongarije | 2:12,525 | Q    |
| 4 | Yuri Confortola    | Italië    | 2:12,853 | q    |
| 5 | Shōgo Miyata       | Japan     | 2:13,799 |      |
| 6 | Zhang Tianyi       | China     | no time  |      |

Kwartfinale 6
| # | Naam               | Land             | Tijd     | Opm. |
| - | ------------------ | ---------------- | -------- | ---- |
| 1 | Ren Ziwei          | China            | 2:15,084 | Q    |
| 2 | Shaoang Liu        | Hongarije        | 2:15,376 | Q    |
| 3 | Farrell Treacy     | Groot-Brittannië | 2:16,880 | Q    |
| 4 | Daniil Eibog       | Russische ploeg  | 2:16,975 |      |
| 5 | Sébastien Lepape   | Frankrijk        | 2:41,547 |      |
| 6 | Luca Spechenhauser | Italië           | 2:56,796 |      |

### Halve finales
Halve finale 1
| # | Naam               | Land            | Tijd     | Opm. |
| - | ------------------ | --------------- | -------- | ---- |
| 1 | Lee June-seo       | Zuid-Korea      | 2:10,586 | Q    |
| 2 | Shaolin Sándor Liu | Hongarije       | 2:10,685 | Q    |
| 3 | Denis Ajrapetjan   | Russische ploeg | 2:10,773 | QB   |
| 4 | Sven Roes          | Nederland       | 2:10,841 | QB   |
| 5 | Stijn Desmet       | België          | 2:11,169 | QB   |
| 6 | Vladislav Bykanov  | Israël          | 2:13,491 |      |
| 7 | Pascal Dion        | Canada          | 2:15,271 |      |

Halve finale 2
| # | Naam               | Land            | Tijd     | Opm. |
| - | ------------------ | --------------- | -------- | ---- |
| 1 | Hwang Dae-heon     | Zuid-Korea      | 2:13,188 | Q    |
| 2 | Semjon Jelistratov | Russische ploeg | 2:13,229 | Q    |
| 3 | Kazuki Yoshinaga   | Japan           | 2:14,014 | QB   |
| 4 | Reinis Bērziņš     | Letland         | 2:14,714 | QB   |
| 5 | John-Henry Krueger | Hongarije       | 2:18,671 | ADVB |
| 6 | Steven Dubois      | Canada          | 2:38,000 | ADV  |
|   | Sjinkie Knegt      | Nederland       |          | PEN  |

Halve finale 3
| # | Naam              | Land             | Tijd     | Opm. |
| - | ----------------- | ---------------- | -------- | ---- |
| 1 | Shaoang Liu       | Hongarije        | 2:12,519 | Q    |
| 2 | Park Jang-hyuk    | Zuid-Korea       | 2:12,751 | Q    |
| 3 | Farrell Treacy    | Groot-Brittannië | 2:13,736 | ADV  |
| 4 | Adil Galiakhmetov | Kazachstan       | 2:18,291 | ADV  |
| 5 | Yuri Confortola   | Italië           | no time  | ADV  |
|   | Charles Hamelin   | Canada           |          | PEN  |
|   | Ren Ziwei         | China            |          | PEN  |

### Finales
B-Finale
| #  | Naam               | Land            | Tijd     | Opm. |
| -- | ------------------ | --------------- | -------- | ---- |
| 11 | John-Henry Krueger | Hongarije       | 2:18,059 |      |
| 12 | Denis Ajrapetjan   | Russische ploeg | 2:18,076 |      |
| 13 | Stijn Desmet       | België          | 2:18,278 |      |
| 14 | Sven Roes          | Nederland       | 2:18,299 |      |
| 15 | Reinis Bērziņš     | Letland         | 2:18,499 |      |
| 16 | Kazuki Yoshinaga   | Japan           | 2:18,585 |      |

A-Finale
| #      | Naam               | Land             | Tijd     | Opm. |
| ------ | ------------------ | ---------------- | -------- | ---- |
| Goud   | Hwang Dae-heon     | Zuid-Korea       | 2:09,219 |      |
| Zilver | Steven Dubois      | Canada           | 2:09,254 |      |
| Brons  | Semjon Jelistratov | Russische ploeg  | 2:09,267 |      |
| 4      | Shaoang Liu        | Hongarije        | 2:09,409 |      |
| 5      | Lee June-seo       | Zuid-Korea       | 2:09,622 |      |
| 6      | Shaolin Sándor Liu | Hongarije        | 2:09,953 |      |
| 7      | Park Jang-hyuk     | Zuid-Korea       | 2:10,176 |      |
| 8      | Adil Galiakhmetov  | Kazachstan       | 2:11,584 |      |
| 9      | Farrell Treacy     | Groot-Brittannië | 2:11,988 |      |
| 10     | Yuri Confortola    | Italië           | 2:12,384 |      |